# 孝义三皇庙
孝义三皇庙是一座明、清古建筑，位于山西省吕梁市孝义市白壁关镇贾家庄村，是中华人民共和国山西省文物保护单位之一。
2004年6月10日，三皇庙公布为第四批山西省文物保护单位。2013年3月5日，孝义三皇庙公布为第七批全国重点文物保护单位。